# Got Event
Got Event är ett bolag ägt av Göteborgs kommun och som har till uppgift att hantera delar av stadens olilka evenemang. 
Got Event äger inga arenor men använder bland annat Valhallabadet, Valhalla idrottsplats, Ullevi, Scandinavium och Lisebergshallen. Arenorna ägs istället bland annat av Higab, också en del av Göteborgs kommun. Got Event skapades 1999 genom att Nord Event ombildades till Got Event AB. Viss verksamhet från Park- och naturförvaltningen och Idrotts- och föreningsförvaltningen följde också med i bolaget. Nord Event bildades i sin tur 1985 genom att det då vilande bolaget Bostads AB Nutiden ombildades till Nord Event. 

## Statistik
| Antal Evenemang      | 2003      | 2004      | 2005      | 2006      |
| -------------------- | --------- | --------- | --------- | --------- |
| Ullevi               | 22        | 28        | 31        | 40        |
| Scandinavium         | 86        | 98        | 101       | 105       |
| Lisebergshallen      | 55        | 49        | 49        | 75        |
| Valhalla Sport       | 57        | 101       | 89        | 62        |
| Valhallabadet        | 31        | 26        | 27        | 16        |
| Gamla Ullevi         | 44        | 43        | 46        | 34        |
| Totalt               | 295       | 345       | 343       | 332       |
| Totala besökssiffror | 1 365 772 | 1 567 749 | 1 537 503 | 1 635 615 |